# The White Death
The White Death (с англ. — «Белая смерть») — третий студийный альбом норвежской группы Fleurety, вышедший в 2017 году на лейбле Peaceville Records. Это первый альбом группы за 17 лет, предыдущий альбом Department of Apocalyptic Affairs был издан ещё в 2000 году.

## Список композиций
1. «The White Death» — 7:49
2. «The Ballad of Copernicus» — 6:15
3. «Lament of the Optimist» — 3:50
4. «Trauma» — 3:53
5. «The Science of Normality» — 6:01
6. «Future Day» — 3:37
7. «Ambitions of the Dead» — 4:44
8. «Ritual of Light and Taxidermy» — 7:02

## Участники записи
- Александр Нордгарен — гитара
- Свейн Эгиль Хатлевик — ударные, синтезатор, вокал
- Карл-Михаэль Айде — бас-гитара, вокал
- Карл Кристен Рисан Сандос — синтезатор
- Линн Нюстандес — женский вокал
- Krizla (Кристофер Момрак) — флейта
- Flipz (Филип Рошоу) — бэк-вокал